# Здание Центрального училища технического рисования
Здание Центрального училища технического рисования — памятник архитектуры. Расположен в Санкт-Петербурге, современный адрес дома — Соляной переулок, 13.

## Предыстория
В начале XVIII века на территории была Партикулярная верфь, созданная для строительства и ремонта баркасов и лодок. Она существовала до конца 1730-х годов, от комплекса сохранилась Пантелеимоновская церковь. В конце XVIII века на территории построили амбары для соли и вин, место стало известно как Соляной городок. В конце XIX века амбары разобрали, на их места построили здание Всероссийской промышленной выставки, позднее — Сельскохозяйственный музей.

## Современное здание
Современное здание построено в 1879—1881 годах по проекту А. И. Кракау и Р. А. Гёдике. Центральная повышенная часть здания выступает вперёд, на уровне третьего этажа использован мотив неглубокой лоджии, который позволил украсить фасад трёхчетвертными рустованными колоннами. Обработка рустами колонн и стен здания используется как на центральной части, так и на боковых крыльях. Среди интерьеров училища — богато украшенный резьбой читальный зал.
29 декабря 1881 года на втором этаже здания был открыт собственный музей, который постепенно разросся, что привело к строительству отдельного здания по соседству.
В 1885—1886 годах над зданием по проекту М. Е. Месмахера был построен пятый этаж для фотографического павильона, ряда студий, натурного, живописного и гравёрного классов. Во дворе построили трёхэтажный хозяйственный флигель, в нём также были бронзолитейная и чеканная мастерские, квартиры натурщиков и служащих. Позже этот флигель стал объединять здания училища и музея.
Училище существовало с 1879 по 1922 годы, после чего влилось в Петроградский ВХУТЕИН, а в здании расположились различные училища и школы, специализирующиеся на подготовке мастеров в области архитектурной отделки зданий и коммунального строительства. В 1945 году училище было воссоздано как среднее специальное учебное заведение, в 1948 году вновь стало высшим учебным заведением.